# John Freccero
John Freccero (New York, 25 luglio 1931 – Santa Cruz, 22 novembre 2021) è stato un italianista, saggista e dantista statunitense.

## Biografia
Nato da genitori italiani immigrati negli Stati Uniti d'America, dopo la scuola dell'obbligo passò alla Johns Hopkins University con una borsa di studio accademica. Dopo l'ottenimento della laurea (Master Degree), effettuò il suo servizio militare nella United States Army di stanza in Germania.
Terminato il servizio militare, fece ritorno alla Johns Hopkins University e nel 1958 ottenne il dottorato in Lingue Romanze sotto il tutoraggio di Charles Singleton.
Successivamente si distinse nella propria carriera di studioso e professore di italiano e letteratura italiana, lavorando per le facoltà di Johns Hopkins University (1959-1963), Cornell University (1963-1969), Yale University (1969-1979), Stanford University (1979-1992) e New York University (1992-2015), gestendo spesso la posizione di capo dipartimento dove insegnava. Si ritirò dall'insegnamento nel 2015 all'età di 84 anni.
Sostenitore della realisticità della Divina Commedia, Freccero riuscì a trasformare gli studi nordamericani su Dante, apportando un sofisticato punto di vista teoretico che era mancato in precedenza in questo campo di studi e formando una generazione di studiosi di Dante consapevoli dell'immenso significato culturale e storico in Europa e oltre. Il suo contributo spaziò tra le maggiori versioni e revisioni della poetica di Dante, nella considerazione dell'influenza di Platone e Sant'Agostino sulla poetica dantesca per finire con le più efficaci posizioni del periodo medioevale riguardo alle teorie sul significato. Il suo lavoro riconsiderava e gettava nuova luce su grandi poeti sottovalutati nella storia della scienza. Per questo si prodigò in fondamentali contributi sullo studio di Francesco Petrarca, Niccolò Machiavelli e John Donne fra gli altri.
In aggiunta al suo lavoro specifico nello studio di Dante, Freccero scrisse largamente su argomenti di critica letteraria con saggi su Italo Svevo e sul regista Michelangelo Antonioni. I suoi articoli furono ammirati per l'eloquenza, la chiarezza e la profonda intuizione. Tra i suoi lavori vi sono le pubblicazioni Dante: A Collection of Critical Essays (Prentice Hall, 1965), il saggio Dante, The Poetics of Conversion (Harvard, 1986), e In Dante's Wake: Reading from Medieval to Modern in the Augustinian Tradition (Fordham, 2015). Le introduzioni ai testi di altri autori furono richieste da un largo numero di studiosi, tra cui John Ciardi nella versione del 1970 di traduzione del Paradiso di Dante ed il poeta americano laureato Robert Pinsky, che nel 1994 mise in stampa una popolare traduzione dell'Inferno.
Freccero ricevette numerosi premi e onori durante la sua lunga carriera sia in America che in Italia, tra cui due Fulbright fellowships per i suoi lavori post dottorato, un Guggenheim fellowship ed il premio alla carriera dalla Società Dantesca d'America. Nel 2015, fu eletto nella prestigiosa American Academy of Arts & Sciences nella categoria delle Humanities and the Arts. In Italia fu premiato con il Fiorino d'Oro dalla città di Firenze e con il Premio Presidente della Repubblica per i suoi studi italiani, oltre ad essere insignito del titolo di Ufficiale dell'Ordine al merito della Repubblica Italiana per i suoi studi su Dante Alighieri.